# Борисова (Свердловская область)
Борисова — деревня в Камышловском районе Свердловской области России, входит в состав Обуховского сельского поселения.

## Географическое положение
Деревня Борисова расположена в 15 километрах (по автодороге в 17 километрах) к юго-западу от города Камышлова, на левом берегу реки Большой Калиновки (левый приток реки Пышмы). Выше по течению Большой Калиновки, юго-западнее деревни, находится село Володинское. В 2,5 километрах севернее деревни Борисовой проходит Сибирский тракт.

## Население
| 2002 | 2010 | 2021 |
| ---- | ---- | ---- |
| 13   | ↗32  | ↗81  |